# Venus im Licht (Film)
Venus im Licht ist ein deutsches Fernsehspiel aus dem Jahre 1960 von Peter Beauvais mit Adolf Wohlbrück und Karin Hübner in den Hauptrollen. Die Geschichte basiert auf der zehn Jahre zuvor uraufgeführten Bühnenkomödie Venus Observed von Christopher Fry. 

## Handlung
Der in die Jahre gekommene aber noch immer recht unternehmungslustige Herzog von Altair, ein von der Damenwelt umschwärmter Gentleman vom Scheitel bis zur Sohle, war bereits zweimal verheiratet. Nun plant der graumelierte, attraktive Witwer ein drittes Mal den Bund fürs Leben einzugehen. Um die Qual der Wahl nicht allein schultern zu müssen, bittet der sternengläubige Alte am Tag vor Allerheiligen seinen Sohn Edgar zu sich, der unter den drei Kandidatinnen, allesamt Jugendfreundinnen des Adeligen, die „Richtige“ auszuwählen, da er selbst sich nicht sicher ist, welche die nächste Herzogin werden soll. 
Plötzlich erscheint auf dem Anwesen auch die lebenslustige, blutjunge Perpetua, ihres Zeichens die Tochter des alten Schlossverwalters Reedbeck, die zehn Jahre fort war. Sofort ist der Herzog Feuer und Flamme doch muss er bald feststellen, dass er bei der Eroberung dieser Dame in seinem Sohn heftige Konkurrenz bekommt. Der ist nämlich ebenfalls in Liebe zu der hübschen Frau entbrannt und möchte sie unbedingt für sich selbst. Der Herzog von Altair muss erkennen, dass er dem Glücks seines Sohnes nicht im Wege stehen sollte. In alterweiser Vernunft entscheidet sich der Duke dafür, seinen dritten Eheanlauf lieber bei der charmanten Rosabel Fleming zu versuchen.

## Produktionsnotizen
Venus im Licht wurde am 4. Oktober 1960 in der ARD erstmals ausgestrahlt.
Emil Hasler schuf das Szenenbild.

## Kritik
Die Programmzeitschrift Hörzu verortete in dieser Inszenierung „einen amüsant-ironischen Adolf Wohlbrück inmitten einer ganzen Sammlung reizvoll besetzter Frauenrollen.“
Der Gong meinte: „Adolf Wohlbrück, der Gentleman des deutschen Vorkriegsfilms, der zum erstenmal bei uns vor der Fernsehkamera stand, hat wenig von seinem früheren Charme eingebüßt, den er auch jetzt mit Erfolg ins Spiel brachte. Um ihn herum gruppierte sich eine nicht ganz gleichwertige Besetzung, aus der am profiliertesten Martin Berliner als Reedbeck herausragte.“

## Wissenswertes
Bei der Bühnenpremiere des Fry-Stücks im Londoner St. James’ Theatre am 18. Januar 1950 spielte Laurence Olivier die Wohlbrück-Rolle. Kurz darauf konnte man in einer weiteren Inszenierung auch das damalige Ehepaar Rex Harrison (als Herzog) und Lilli Palmer (als Perpetua) sehen.